# Blind Boy Fuller

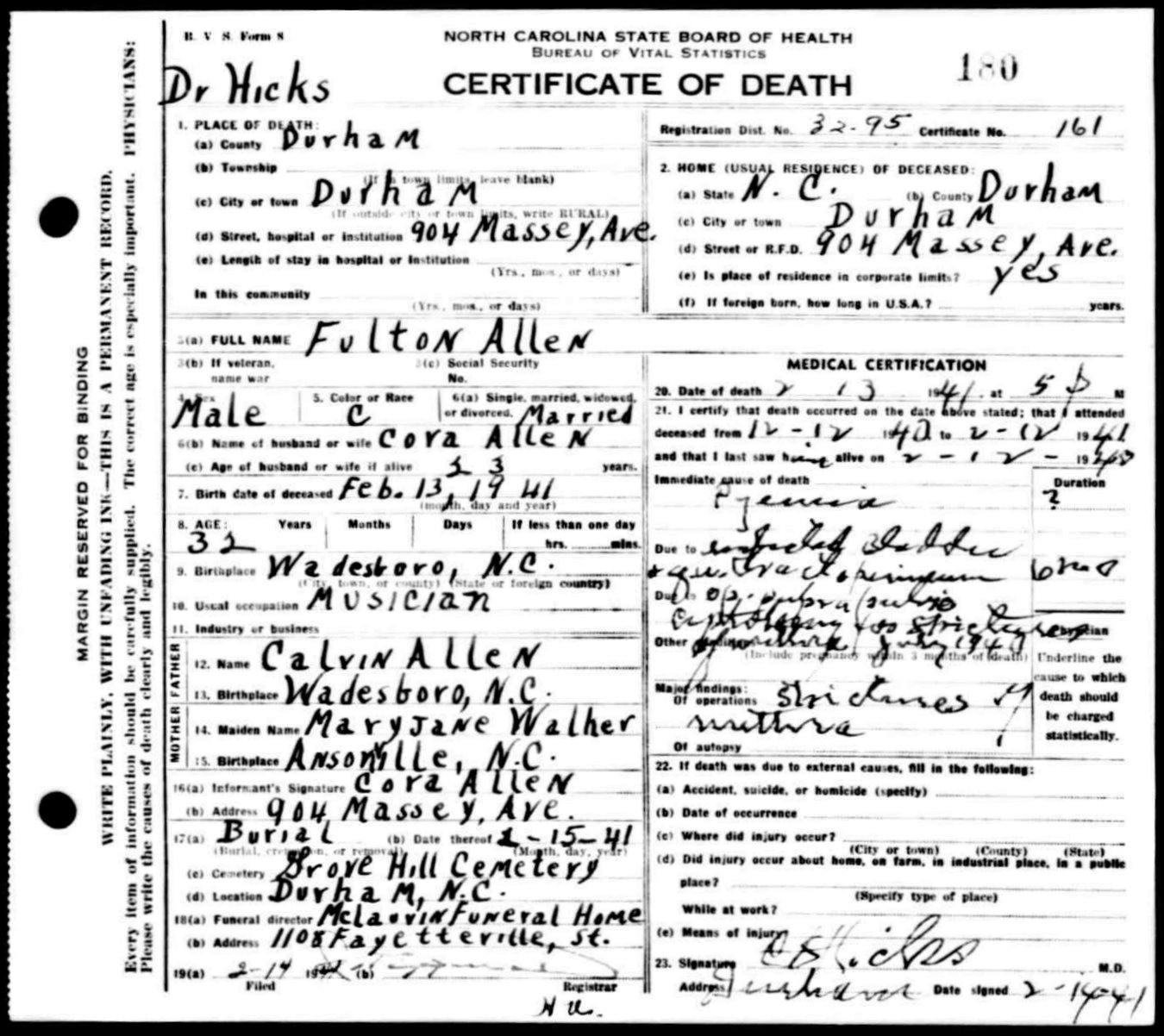
Certificado de fallecimiento de Blind Boy Fuller

Fulton Allen, conocido en el mundo del blues como Blind Boy Fuller, fue un guitarrista y cantante, nacido en Wadesboro, Carolina del Norte, el 10 de julio de 1907. Falleció en Durham, en el mismo Estado, el 13 de febrero de 1941.

## Biografía
Ciego y desfigurado como consecuencia de las quemaduras accidentales de ácido, producidas por su madrastra cuando era niño, según unas versiones, o por su pareja cuando ya tenía veinte años, según otras, Fulton Allen se ganaba la vida como músico callejero, influido por Josh White. Guitarrista brillante, con gran manejo de la técnica fingerpicking y un cierto toque de ragtime, logró crear una verdadera escuela: Sonny Terry, Brownie McGhee, Blind Gary Davis, Willie Trice y otros muchos, tocaron con él y se vieron influidos por su estilo.
A partir de 1935 comenzó a realizar grabaciones, muchas de ellas de gran éxito. Fue muy activo socialmente, como portavoz de las reivindicaciones agrícolas y de los obreros del tabaco. Murió como consecuencia de una operación por problemas hepáticos. Su estilo se considera paradigma del Estilo Piedmont o de los Apalaches, e influyó a músicos que provenían del hillbilly, como Chet Atkins o Doc Watson.